# Douglas Bernheim
Bert Douglas Bernheim (* 1958) ist ein US-amerikanischer Wirtschaftswissenschaftler.

## Leben und Wirken
Bernheim studierte von 1975 bis 1979 an der Harvard University und machte dort seinen Artium Baccalaureus (A.B.) mit summa cum laude. Dann ging er ans Massachusetts Institute of Technology (MIT), wo er 1982 zum Ph.D. promoviert wurde. Anschließend war er an der Stanford University Assistant Professor (1982–1987) und Associate Professor (1987–1988). Als Harold J. Hines Jr. Distinguished Professor für Risikomanagement wechselte er an die Northwestern University (1988–1990) und als John L. Weinberg Professor für Wirtschaftswissenschaft und Unternehmenspolitik an die Princeton University (1990–1994). Seit 1994 ist er wieder an der Stanford University tätig: Von 1994 bis 2005 als Lewis and Virginia Eaton Professor und seit 2005 als Edward Ames Edmonds Professor für Wirtschaftswissenschaft. Seit 1986 forscht er zudem für das National Bureau of Economic Research.
Bernheim arbeitet auf den Gebieten der Finanzwissenschaft, Industrieökonomik, Politische Ökonomie, Verhaltensökonomik und Mikroökonomie.

## Werke
- The Vanishing Nest Egg. Reflections on Saving in America. Twentieth Century Fund/Priority Press, New York 1991, ISBN 0-87078-313-0
- mit J. B. Shoven (Hrsg.): National Saving and Economic Performance. University of Chicago Press, Chicago 1991, ISBN 0-226-04404-1
- mit Michael Whinston: Anticompetitive Exclusion and Foreclosure through Vertical Agreements. CORE Lecture Series, Center for Operations Research and Econometrics, Université Catholique de Louvain, 1999
- mit Michael Whinston: Microeconomics. McGraw-Hill, Boston 2008, ISBN 0-07-721199-5, ISBN 978-0-07-721199-8

## Auszeichnungen und Mitgliedschaften
- 1976 College Freshman National Debate Champion
- 1978 Phi Beta Kappa
- 1979 John H. Williams Prize (als bester Absolvent in den Wirtschaftswissenschaften)
- 1991 gewählter Fellow, Econometric Society
- 1997 gewählter Fellow, American Academy of Arts and Sciences
- 2001–2002 Fellow, Center for Advanced Study in the Behavioral Sciences
- 2001–2002 John Simon Guggenheim Memorial Foundation Fellowship